# Leptocera m-nigrum
Leptocera m-nigrum är en tvåvingeart som först beskrevs av Malloch 1912.  Leptocera m-nigrum ingår i släktet Leptocera och familjen hoppflugor. Inga underarter finns listade i Catalogue of Life.